# 権永吉
権 永吉（クォン・ヨンギル、1941年11月5日 - ）は、大韓民国の政治家、労働運動家。韓国における革新政党運動の代表的人物の一人として知られている。
本貫は安東権氏。カトリック教徒。

## 経歴
1941年11月5日、日本の山口県に生まれる。1945年8月15日の日本の敗戦後、一家で朝鮮半島に戻り、慶尚南道山清郡に住む。その後、釜山市に転居し、釜山の南富民小学校、慶南中学校、慶南高校を卒業。1969年にソウル大学校農学部蚕糸学科を卒業した後、1971年よりソウル新聞記者となり、言論労組活動を通じて民主労組運動に身を投じることとなる。1995年に結成された全国民主労働組合総連盟（民主労総）の初代委員長を務め、1996年末には、当時政権与党だった新韓国党による、労働関連法・国家安全企画部法の強行採決に抗議して、全国的なゼネスト闘争を導いた。
1997年の大統領選挙では、国民勝利21の候補者として出馬したが、落選（得票率1.2％）。以降は、2000年に創党された民主労働党の代表を引き受けた。2002年には、民主労動党の候補として大統領選挙に出馬したが、100万票弱という得票数に終わった。しかし、党は大統領選挙を通じて全国的に認知度を向上させることに成功し、テレビ討論などを通じて、党の路線と政策を知らせるのに少なくない成果を収めた。これらを土台として、2004年4月15日の17代国会議員選挙において、慶尚南道昌原乙選挙区で当選した権をはじめとして10人が当選し、第5代国会議員選挙で社会大衆党が議席を獲得して以来、四十数年ぶりに進歩主義政党が議席を獲得するという結果を収めた。
2007年の大統領選挙においても、民主労働党の候補として出馬したが、落選している。翌年4月に行なわれた第18代国会議員選挙では昌原乙選挙区で再選を果たした。
2011年12月2日、議員団総会で院内代表の職を辞することを表明した。辞任の背景として国民参与党との合併によって結成される統合政党における院内代表を事実上拒否する狙いがあると見られている。2012年4月に行われた第19代国会議員選挙には「進歩大統合」を名目に不出馬を選択した。
総選挙への不出馬以後、民主労総とともに労働者中心の政党作りに取り組んできたが、11月14日、12月19日投票の韓国大統領選挙と同時に行われる慶尚南道知事補欠選挙（金斗官知事が民主統合党の大統領候補者予備選に出馬するため知事を辞職したことに因る）に無所属で出馬する意向を表明。民主党を含めた野党統一候補として出馬したが、セヌリ党候補である洪準杓（ハンナラ党前代表）に大差で敗れた。
2013年に政界引退を宣言した。現在は正義党の一般党員として無償医療、無償教育運動をしている。
2017年大統領選挙では正義党挙対策委員会顧問団に参加し、かつて自身の選挙区であった昌原市で正義党公認候補の沈相奵の応援演説を行った。

## 年表
1941年11月5日、日本山口県生まれ

### 学歴
- 1957年3月：慶南中学校 卒業
- 1961年3月：慶南高等学校 卒業
- 1969年2月：ソウル大学校 卒業

### 経歴
- 1967年：大韓日報記者
- 1971年：ソウル新聞記者
- 1980年〜1987年：ソウル新聞のパリ特派員
- 1988年〜1994年：言論労組の委員長（初代、第2代、第3代）
- 1996年〜1997年：民主労働組合総連盟（民主労総）初代委員長
- 1997年：第15代大統領選挙。国民勝利21の候補として出馬（落選）
- 1999年：民主労働党 創党準備委員会常任代表
- 2000年
  - 1月：民主労働党創党。初代党代表
  - 4月：第16代国会議員選挙、昌原乙から出馬。僅差で落選
  - 民主労働党、昌原乙地区党委員長
- 2002年：第16代大統領選挙。民主労働党の大統領候補として出馬（落選）
- 2004年
  - 4月：第17代国会議員選挙。昌原乙から出馬して初当選
  - 国会、統一外交通商委員会と南北関係発展特別委員会の委員
- 2006年
  - 民主労働党議員団代表
  - “韓米FTA批准妥結反対国会議員非常時局会議”（韓米FTA非常時局会議）共同代表
  - “韓半島平和と統一を実践するための議員の集い”代表
- 2007年
  - 第17代大統領選挙。民主労働党の大統領候補として出馬（落選）
- 2008年
  - 4月：第18代国会議員選挙。昌原乙で再選
- 2011年
  - 6月22日：統合進歩党における党職・公職への不出馬を宣言[7]。
  - 12月2日：院内代表を辞任することを表明。

出典：Ghil.net 権永吉プロフィール